# شهرستان یوبا (کالیفرنیا)
شهرستان یوبا در دره مرکزی ایالت کالیفرنیا در آمریکا، شمال ساکرامنتو و در طول رودخانه فزر واقع شده‌است. مطابق با سرشماری سال ۲۰۰۶ جمعیت آن معادل ۷۱٬۹۳۸ نفر برآورد شده‌است و بخشداری آن ماریسویل می‌باشد.
شهرستان یوبا یکی از شهرستان‌های اصلی ایالت کالیفرنیا می‌باشد که در سال ۱۸۵۰ در زمان ایجاد ایالات تشکیل شده‌است. قسمت‌هایی از قلمروی این شهرستان در سال ۱۸۵۱ به شهرستان‌های پلاسر و نوادا و در سال ۱۸۵۲ به شهرستان سیرا، کالیفرنیا داده شده‌است.